# Bäcken HC
Bäcken HC är en ishockeyklubb i Sverige som spelar i Hockeytvåan. Hemmaarenan är Marconihallen.

## Kort historik
Klubben bildades 1954 i Örgryte i Göteborg. 1974 satsade Bäcken på att bli ett topplag, varför bland annat storstjärnan Ulf Sterner då knöts till föreningen. 1975 gick klubben ihop med IFK Göteborg och IK Heim och bytte namn till IFK Bäcken samt bytte dräktfärgerna till "blåvitt". Som bäst fanns Bäcken i den näst högsta serien under åtta säsonger och kvalspelade till Elitserien i sex av dessa. 1981 åkte klubben ner en division och har spelat där sedan dess. 1990 planerades en sammanslagning av hockeyklubbarna IFK Bäcken och Järnbrott under det gemensamma namnet Gothia HC. Järnbrott drog sig ur men klubben behöll det nya namnet. 1994 återtog föreningen namnet Bäcken HC.
En rivalitet med HV 71 byggdes upp under 1970-talet.
Kända spelare som har Bäcken HC som moderklubb är de förra Frölundaspelarna Patrik Carnbäck och Oscar Ackeström.

## Säsonger I Division 1
| Säsong                                   | Division           | Placering  | Vårserie                                            | Kval/Playoff                                |
| IFK Bäcken                               | IFK Bäcken         | IFK Bäcken | IFK Bäcken                                          | IFK Bäcken                                  |
| ---------------------------------------- | ------------------ | ---------- | --------------------------------------------------- | ------------------------------------------- |
| 1975/1976                                | Division I Södra   | 2          | Playoff: Vinner mot Västerås IK, utslagna av Örebro |                                             |
| 1976/1977                                | Division I Södra   | 3          | Utslagna av Djurgården i Playoff                    |                                             |
| 1977/1978                                | Division I Södra   | 4          | Utslagna av Huddinge i Playoff                      |                                             |
| 1978/1979                                | Division I Södra   | 6          |                                                     |                                             |
| 1979/1980                                | Division I Södra   | 1          | Utslagna av IK Rommehed i Playoff                   |                                             |
| 1980/1981                                | Division I Södra   | 4          | Playoff: Vinner mot Almtuna, utslagna av HV71       |                                             |
| 1981/1982                                | Division I Södra   | 6          |                                                     |                                             |
| 1982/1983                                | Division I Södra   | 10         | 8:a i fortsättningsserien, nerflyttade              |                                             |
| 1983–2001 spelade man i lägre divisioner |                    |            |                                                     |                                             |
| Bäcken HC                                |                    |            |                                                     |                                             |
| 2001/2002                                | Division 1 Södra A | 7          | 5:a i vårserien                                     | 6:a i återkval till Division 1, nerflyttade |

### Fotnoter
1. 1 2 3 4 5  ”Bäcken HC, Historik 1954 - 2024”. Bäcken HC. https://www.backenhc.com/sida/?ID=434940.
2. ↑  ”MIK”. http://www.mik.se/mikForever.htm. Läst 4 oktober 2011.
3. ↑  ”HV 71”. Arkiverad från originalet den 20 augusti 2011. https://web.archive.org/web/20110820191228/http://www.hv71.se/Nyheter40ar/Fenomenet-Klapp--Klang-del-1/. Läst 4 oktober 2011.